# Baranduina
Baranduina, v nářečí hobitů Brandyvína, je řeka ve fiktivním světě J. R. R. Tolkiena. Pramení v Severních vrších u Soumračného jezera (Nenuial) u města Annúminas. Teče Eriadorem a tvoří východní hranici Kraje. Na levém břehu leží Starý hvozd odkud se do Baranduiny vlévá začarovaná říčka Opletnice. Baranduinu lze v Kraji překročit pouze dvěma způsoby. Prvním je Rádohrabský přívoz, vedoucí do Rádovska, části Kraje, a druhým Most Kamenných oblouků, po kterém vede Cesta z Šedých přístavů přes Kraj a Hůrku do Roklinky. Pak lze překročit ještě přes Kamenný brod za jižní hranicí Kraje. Poté, co Baranduina protekla Krajem, tak protéká neobydleným územím a vlévá se do Moře u mysu Eryn Vorn u nejjižnějších cípů Modrých hor.
Etymologie názvu Baranduina=Dlouhá zlatohnědá řeka. Sami hobiti poprvé přešli řeku v roce 1601 T.v. a založili Kraj.